# Novella, Trento
Novella, Trento är en kommun i provinsen Trento i regionen Trentino-Sydtyrolen i Italien. Kommunen hade 3 596 invånare (2022)
Kommunen Novella bildades den 1 januari 2020 genom en sammanslagning av de tidigare kommunerna Brez, Cagnò, Cloz, Revò och Romallo.